# اس‌ام‌اس کونیگسبرگ (۱۹۰۵)
اس‌ام‌اس کونیگسبرگ (۱۹۰۵) (به انگلیسی: SMS Königsberg (1905)) یک کشتی بود که طول آن ۱۱۵٫۳ متر (۳۷۸ فوت) بود. این کشتی در سال ۱۹۰۵ ساخته شد.